# Irnsum
Irnsum (officieel, Fries: Jirnsum) is een dorp in de gemeente Leeuwarden, in de Nederlandse provincie Friesland. Irnsum ligt tussen Grouw en Sneek aan de rivier de Boorne, die als de Kromme Grouw verder loopt naar Grouw. Ten zuiden van Irnsum ligt het Prinses Margrietkanaal en ten westen ligt het Sneekermeer. In 2023 telde het dorp 1.390 inwoners. 
Bij Irnsum staat een zendmast van 108 meter hoog. Het dichtstbijzijnde station is station Grou-Jirnsum.

## Geschiedenis
In de 8ste eeuw zou er bij of nabij Irnsum de Slag aan de Boorne hebben plaatsgevonden. Het gaat om een slag waarbij het leger van de Friese koning Poppo door de Frankische hofmeier Karel Martel werd verslagen.
Irnsum is in de vroege middeleeuwen ontstaan op een terp en bleef lang beperkt tot bebouwing rond de terp. Dit veranderde langzaam vanaf de 18e eeuw en vooral in de 20ste eeuw, toen het dorp uitbreidde in de richting van de Boorne. De oude terp, met daarop de kerk, werd Kerkeburen genoemd.
De eerste vermelding van Irnsum is voor zover bekend in 1399-1401, toen het dorp vermeld werd als Yrntzom. Daarna werd de plaats onder andere vermeld als Irnsim in 1404, als Yrensem in 1448, als Yrnsym in 1460, als Irnsum vanaf 1482 en als Jirnsum vanaf 1507. De plaatsnaam verwijst waarschijnlijk naar de woonplaats van de persoon Irin.
Tot de gemeentelijke herindeling in 1984 maakte Irnsum deel uit van de toenmalige gemeente Rauwerderhem, die toen opging in de gemeente Boornsterhem. Op 1 januari 2014 werd deze gemeente opgeheven, waarop Irnsum onderdeel werd van de gemeente Leeuwarden.
In 1989 werd door de gemeente Boornsterhem de officiële naam van de plaats gewijzigd in het Friestalige Jirnsum. In de gemeente Leeuwarden zijn de Nederlandse plaatsnamen de officiële, behalve voor de plaatsen die werden overgenomen van de opgeheven gemeente Boornsterhem, waarbij de officiële status van de Friestalige namen werd gehandhaafd.

## Kerken
In het dorp staan meerdere kerkgebouwen, maar geen van deze kerken is nog in dienst als kerk. De oudste kerk is de Doopsgezinde 'Vermaning' uit 1684, wel sterk verbouwd in 1866. De kerk is een winkel annex expositieruimte.
De protestantse Hervormde kerk uit 1877 is in 2017 verbouwd tot een woonhuis met bed & breakfast (B&B). De nieuwe eigenaren gaven de kerk de oorspronkelijke naam terug: Mauritiuskerk. En in 2022 sloot ook de katholieke Marcuskerk; deze kerk is de jongste en dateert uit 1965 en verving een kerk uit 1865.

## Onderwijs
Sinds 2013 zijn de basisscholen de Radboudschool en It Tredde Sté samengegaan in een brede school.

## Sport
In 1931 werd de voetbalvereniging VV Irnsum opgericht. Verder is er een kaatsvereniging KV Irnsum, een muurkaatsvereniging De Wide Stege, een tennisvereniging TV Eernum, een volleybalclub Iverto en een gymnastiekvereniging Loci. In april vindt jaarlijks de Mûzelloop plaats, langs de Moezel.
Aan de Boorne zijn diverse havens te vinden.

## Cultuur
Het gemengde koor Mei MeKoar bestaat sinds 2016.

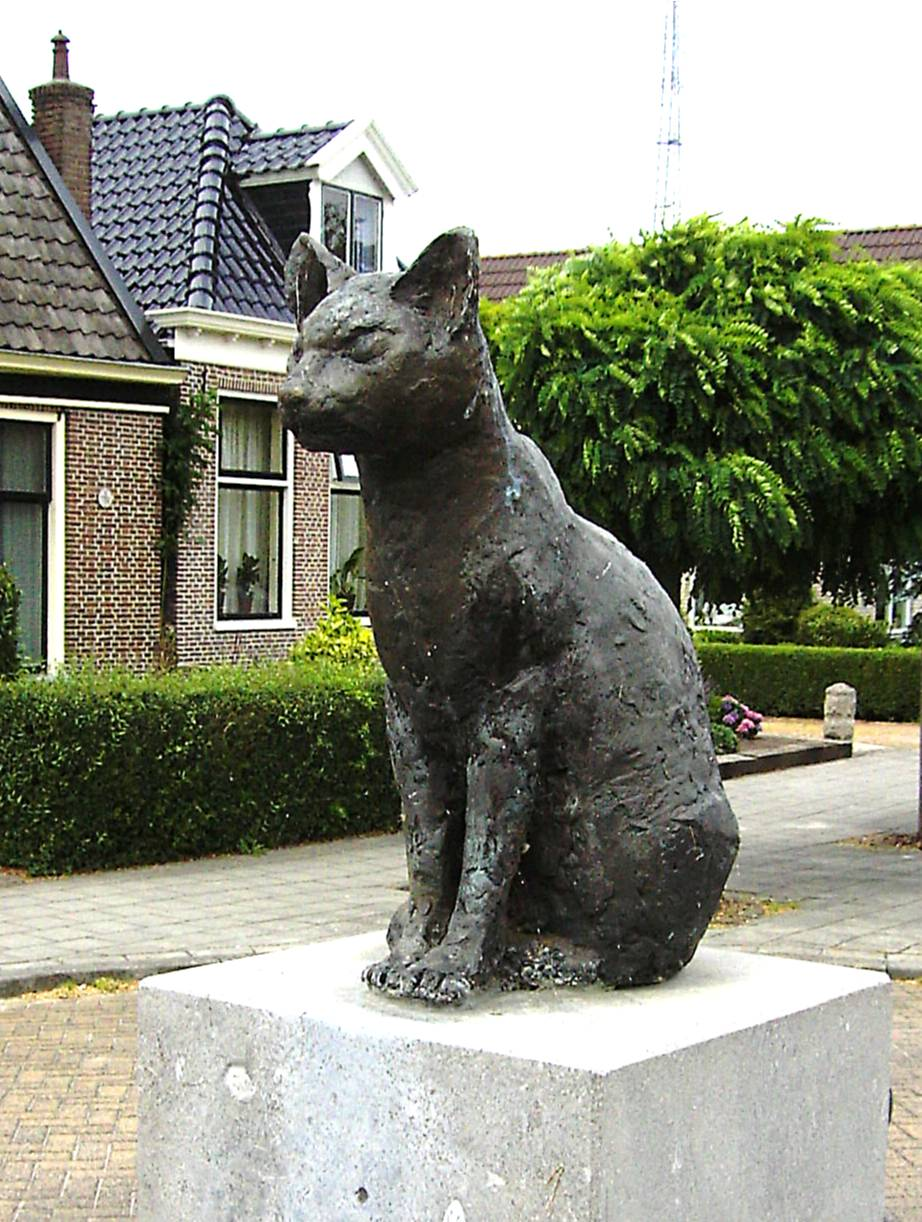
Jirnsumer kat (1992) van Aagje Pool
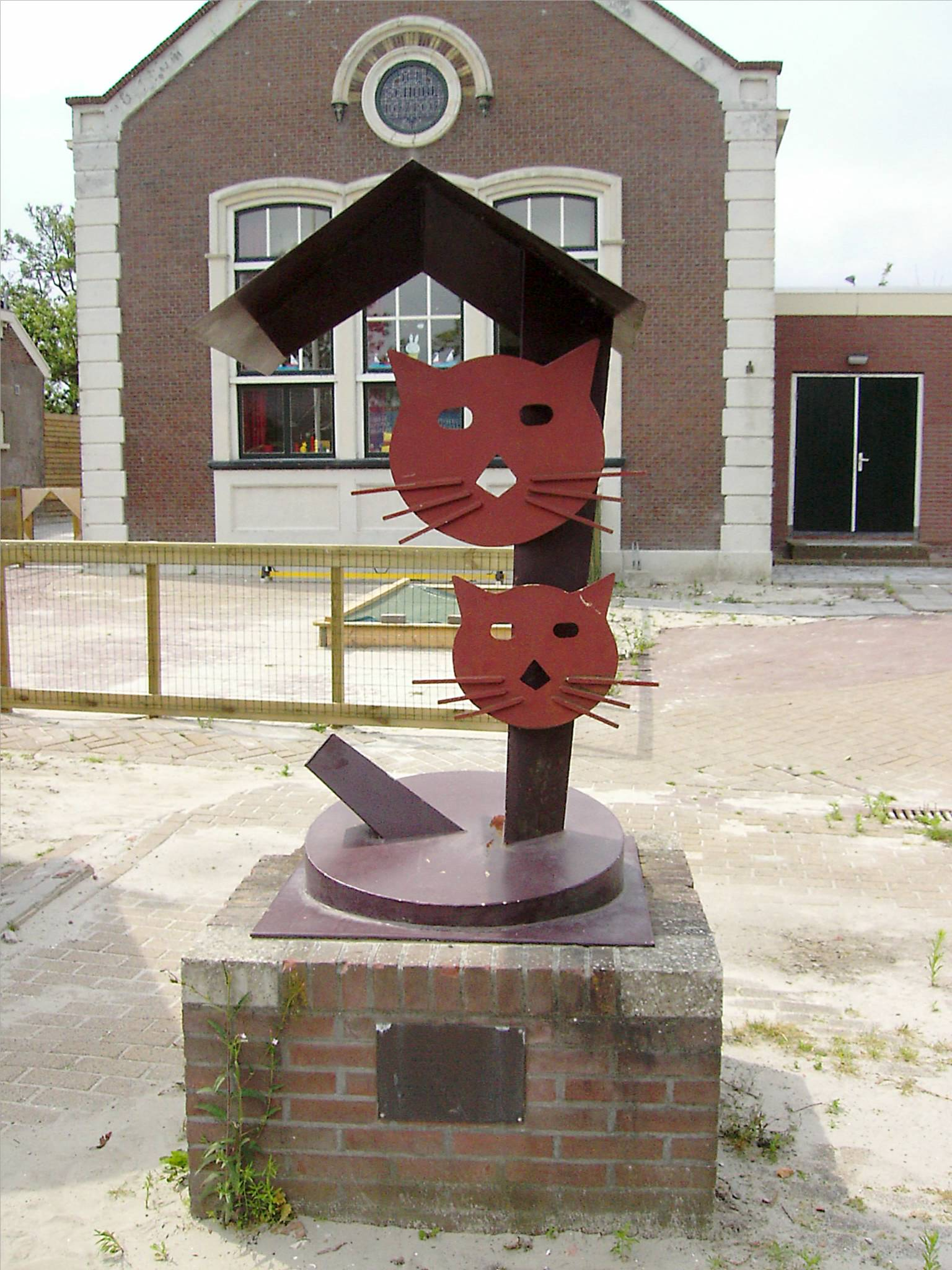
Jirnsummer katten ûnder dak (1994) van Zweitse van der Wal

## Buurtschappen
In het dorpsgebied van Irnsum ligt de buurtschap Abbengawier en een deel van de buurtschap Oude Schouw.

## Jabikspaad
De oostelijke route van het Jabikspaad, de Friese Camino de Santiago, gaat door Irnsum. Het Jabikspaad is 130 kilometer lang en loopt van Sint Jacobiparochie naar Hasselt. Tegenover de Mauritiuskerk aan de Rijksstraatweg staat het pelgrimsmonument 'De Jirnsumer Moeting' uit 2010.
In Irnsum komen de westelijke en oostelijke route van het Jabikspaad samen. Om dit te markeren is het pelgrimsmonument geplaatst. Van bovenaf lijkt het alsof twee wegen bij elkaar komen, die vervolgens als een bredere weg verdergaan. Dit pelgrimsmonument is gemetseld van middeleeuwse kloostermoppen uit Friese en Duitse kerken en kloosters, die door de in Irnsum geboren Loadewyk Damsma (1921-2010) zijn verzameld. Een informatiebord bij 'De Jirnsumer Moeting' vertelt de herkomst van iedere steen.

## Bevolkingsontwikkeling
| 1990 | 1999 | 2002 | 2004 | 2005 | 2006 | 2007 | 2008 | 2009 | 2011 | 2012 | 2018 | 2019 | 2021 | 2023 |
| ---- | ---- | ---- | ---- | ---- | ---- | ---- | ---- | ---- | ---- | ---- | ---- | ---- | ---- | ---- |
| 1370 | 1368 | 1324 | 1307 | 1315 | 1278 | 1278 | 1299 | 1306 | 1293 | 1292 | 1365 | 1365 | 1360 | 1390 |

## Bekende (ex-)inwoners
Het gezin van schaatsster Atje Keulen-Deelstra (1938-2013) woonde een tijdlang in Irnsum.

### Geboren in Irnsum
- Schelto van Heemstra (1842-1911), politicus
- Dirk Kraijer (1936-2007), psycholoog en pedagoog
- Boukje Keulen (1963-), schaatsster en dochter van Atje Keulen-Deelstra

## Openbaar vervoer
- Lijn 28: Heerenveen - Nieuwebrug - Haskerdijken - Akkrum - Irnsum - Grouw
- Lijn 95: Heerenveen - Nijehaske - Oudehaske - Haskerhorne - Joure - Snikzwaag - Akmarijp - Terkaple - Goingarijp - Terhorne - Akkrum - Irnsum - Roordahuizum - Wytgaard - Goutum - Leeuwarden